# 중대지도자
중대지도자(Kompanieführer)는 제1차 세계 대전 이후 존재한 독일의 준군사 계급이다. 본래 보병중대 중대장(그 계급은 보통 중위 또는 대위)을 가리키는 말이었으나 1차대전 종전 이후 자유군단의 계급 중 하나로 사용되었다.
1944년에서 1945년 사이에 국민돌격대의 중대급 지휘관들에게 부여된 것이 중대지도자라는 직함의 마지막 사용례이다.
스위스군에서는 중대지도자라는 말을 여전히 사용하고 있다.